# 知能増幅
知能増幅（ちのうぞうふく、英: Intelligence amplification、IA）とは、情報技術の活用や遺伝子工学によって人類の知能を増強するという思想である。1950年代から1960年代にかけて、サイバネティックスやコンピュータと言った分野に携わる研究者によって構想された。認知強化（Cognitive Augmentation）、機械による知能強化（Machine Augmented Intelligence）などとも呼ばれる。

## 主な提唱者

### ウィリアム・ロス・アシュビー:Intelligence Amplification
「知能増幅（Intelligence Amplification）」という用語は、ウィリアム・ロス・アシュビーが著書 Introduction to Cybernetics(1956年）で使った "amplifying intelligence" という言葉が元になっている。関連する考え方は人工知能の代替案としてハオ・ワンが示した。
14/7.  知能の増幅。… S.13/8 で選択が増幅されることを示した。「問題解決」の大部分（おそらく全体）は適切な選択の問題である。例えばパズルの本を見てみよう。ほとんどの問題は次の形式に帰着する。すなわちある集合から1つの要素を選択すること、である。…実際、遊びであっても真剣であっても、解決のために適切な選択をする必要がない問題を考えることは難しい。

「知能」を測るテストの多くも被験者の選択の適切さについて点をつけている。…従って「知能」が「適切な選択をする能力」であると言うことも不可能ではない。実際、問題に対して適切な選択をする高い能力を示す（難しい問題に対して常に正しい答えを返す）ブラックボックスがあったとき、それが「高い知能」を示していることを否定することはできない。

そうであれば、また選択の増幅が可能であることも示したことから、知能を物理的な力のように増幅するという考えが導かれる。脳の能力が遺伝子パターンによって規定されないとするなら、知能増幅を否定することはできない。従来と違うのは、それを意図的、意識的、合成的に行うという点だけである。—Ashby, 1956, 171-172.

### J・C・R・リックライダー:Man-Computer Symbiosis
"Man-Computer Symbiosis" は1960年に心理学者で計算機科学者のJ・C・R・リックライダーが発表した重要な論文である。そこで彼は人間の脳と計算機械を密に結合して相互依存しつつ共生させることで互いの力を補足しあうことができるとしている。
人間とコンピュータの共生はマンマシン・システムの一部である。マンマシン・システムは数多く存在する。しかし現在は人間とコンピュータの共生は存在しない。本稿ではその概念を示すとともに、可能ならば人間とコンピュータの相互作用の問題を分析して人間とコンピュータの共生の開発を促進し、人間工学的原則に注意を促しつつ、今後の研究が必要な疑問点をいくつか指摘する。望むらくは、近い将来、人間の脳と計算機械が密に結合され、それによって生み出されるパートナーシップによって今日の情報処理機械では成し遂げられなかったデータ処理を実現するだろう—Man-Computer Symbiosis, J.C.R. Licklider, March 1960.
リックライダーのビジョンによれば、楽観的（すぎる）研究者によって当時構想されていた数々の純粋人工知能システムは不要と判明するとされた。
歴史家によっては、この論文を後のインターネットへとつながるコンピュータ・ネットワークの考え方の起源とする。
「広帯域の通信路で互いに接続された、そのようなコンピュータのネットワーク」は「今日の図書館の機能を担うと共に、情報格納と操作、そして他の記号的機能に関する改善が見込まれる」
このような考え方は彼の論文 "The Computer as a Communication Device" にも見て取れる。

### ダグラス・エンゲルバート:Augmenting Human Intellect
リックライダーの研究は同時代のダグラス・エンゲルバートのものと精神的に類似していた。どちらも当時の主流のコンピュータに関する見方（計算に便利な機械）とは異なる見方を持ち、現在のコンピュータの利用形態（汎用的な人間の補助）に対する先見の明があった。
エンゲルバートは、現在の技術状態レベルが我々の情報操作能力を規定するとし、それ故に我々は新たな技術を開発し続けると論じた。従って彼は情報を直接操作するためのコンピュータベースの技術を開発する革新的な仕事を求め続け、知的作業における個人とグループのプロセスの改善を目指してきた。エンゲルバートの哲学と研究課題は1962年の研究レポートAugmenting Human Intellect: A Conceptual Frameworkに明確に示されている。彼はこれを「バイブル」と呼んでいる。ネットワーク強化知性の概念はエンゲルバートの基礎的研究が元になっている。
複雑な問題に対処するため、状況に応じた認識を得て、解決策を引き出すために人間の能力を増強する。

この点での増大した能力は、かつては複雑すぎた状況に対するより高速な理解、より良い理解、より深い理解、またかつては解決不能と思われた問題への解決策をより早く、より良く見つけ出すことなどを意味する。またここでいう複雑な状況とは、それが20分間の問題か20年間の問題かに関わらず、外交、経営、社会科学、生命科学、自然科学、法律、設計などの専門的な課題を含む。

我々は特定の状況を解決する賢いからくりについて話しているのではない。状況に対する直感、試行錯誤、曖昧さ、感覚と共に、強力な概念、効率化された用語と表記法、洗練された手法、高性能電子機器が共存する生活様式の話である